# 형산강철교 (포항시)
형산강철교(兄山江鐵橋)는 대한민국의 경상북도 포항시 남구 대도동과 연일읍을 잇는 형산강의 철교이다. 현재 괴동선 열차가 이용하는 교량이다. 주변에는 북쪽에 뱃머리마을회관, 남구청(포항야구장)과 남쪽에 연일읍와 포항철강단지가 많이 조성되어 있다. 네이버 지도에서는 표기되어 있다.